# Gaston Sébilleau
Gaston Sébilleau (1894-1957) est un industriel qui s'occupait d'une entreprise de travail du bois à Redon et un artiste. Il a été un membre éminent du mouvement artistique breton Seiz Breur.

## Biographie
Mutilé de la Première Guerre mondiale, il y a perdu sa jambe droite, il s'est impliqué lors de la Seconde Guerre mondiale dans une filière d’évasion de prisonniers de guerre évadés des camps provisoires de Rennes et d'aviateurs alliés. Il a sauvé des enfants juifs.
Malgré son handicap, il entre dans la résistance et intègre les réseaux F2 et Var, relais indispensables pour les forces alliées. Il cache des prisonniers de guerre dans son entreprise, héberge un poste émetteur à son domicile et facilite l'évasion d'aviateurs en zone libre. Victime d'une trahison, lui et ses camarades sont arrêtés. Il est transféré à la prison Jacques-Cartier de Rennes le 12 juin 1944. Il fait partie des prisonniers du dernier train de déportation, le convoi dit « Train de Langeais », qui quitte Rennes début août 1944. Lors du mitraillage du convoi par l'aviation alliée à Langeais le 6 août 1944, il est blessé gravement. Un médecin allemand lui coupe le bras droit à Tours, le soir même.
Mme Sébilleau raconte1
« Atteint de deux balles de mitrailleuse, une dans le bras droit, et l'autre dans le bassin. Le soir même, un major allemand lui coupe le bras à Tours, et, dès le lendemain, il était dirigé vers Saint-Pierre-des-Corps, où il retrouve ses compagnons de misère. Les plaies avaient été recouvertes d'un pansement en papier, qui n'existait plus à l'arrivée à Belfort. Dans ses plaies, les vers grouillaient... »
Son état critique le sauve des camps de la mort. Soigné dans un hôpital à Belfort, et avec l'aide d'infirmières françaises, il réussit à passer en Suisse.
Mme Sébilleau
"Les gens de la Gestapo se décidèrent à conduire mon mari à l'hôpital civil, celui qu'occupait l'armée allemande venant d'être évacué. Il eut donc la chance d'être soigné par des infirmières françaises, sous la direction d'un chirurgien français, le Dr Maître, qui rectifia l'amputation du bras, la première ayant été mal faite. Sa porte était gardée par des agents de la Gestapo.
Les infirmières alertèrent le Dr Braun, conseiller général, ainsi que M. Dinther, qui était quelqu'un d'important dans l'association des mutilés de guerre du territoire de Belfort, et ces deux personnalités demandèrent aux Allemands la grâce de mon mari, qui leur fut refusée. Gaston savait que, s'il franchissait le Rhin, il ne reviendrait jamais...
Il hésitait à s'évader, de crainte d'attirer des représailles sur ceux qui le soignaient, mais tout au contraire, le Dr Maître lui dit : "Mr Sébilleau, si vous ne partez pas, la Gestapo va venir vous chercher. Ne vous faites aucun souci pour nous : puisque les Allemands ont établi eux-mêmes votre surveillance, notre responsabilité ne peut être engagée ? Croyez-moi, il faut partir."
"Une des infirmières était Mme Fernande Kleiber, dont les parents, M. et Mme Saxod, habitaient rue de Chateaudun, tout près de l'hôpital. Avec l'aide de Mme Villemain-Prudent, infirmière assistante-chef du service de chirurgie, elle combina un plan d'évasion qui visait également M. Allanic, Breton comme mon mari, et pharmacien à Brest. Les ayant fait photographier tous les deux, elle établit deux fausses cartes d'identité, et les munit d'une clef qui leur permit, le 22 octobre, de sortir de l'hôpital par une porte dérobée, après la tombée de la nuit. Mon mari portait un costume qui lui avait été remis par Mme Bagniole, une des autres infirmières, et emprunté à la garde-robe de celle-ci.
Les deux fugitifs se réfugièrent chez M. et Me Saxod, où une auto devait venir les chercher. Cette voiture appartenait à M. Henri Viellard, industriel à Morvillars et président de la Croix-Rouge du territoire de Belfort, qui avait été alerté par Mlle Elisabeth Roussey. Connaissant à fond les bois qui entouraient la petite ville de Delle, proche de la frontière suisse, celle-ci devait faire office de guide. Mon mari fut tout étonné de voir au volant son ami le Dr Dubois, chirurgien à La Baule, ex-prisonnier libéré sur parole par les Allemands pour avoir accepté de soigner leurs soldats. Grâce à M. Roussey, mon mari passa en Suisse, où il fut chaleureusement reçu, et deux jours plus tard, il rentrait en France par la frontière de Pontarlier, qui venait d'être libérée..."
De retour à Redon, il poursuit ses engagements, en tentant notamment de relever le mouvement Seiz Breur, aux côtés de René-Yves Creston et de Raffig Tullou, à partir de janvier 1947, mais l'élan était définitivement cassé et la dernière manifestation à laquelle participèrent des Seiz Breur eut lieu à Paris en 1948.

## Sources
- La Résistance en Bretagne Colonel Rémy, pages 206-207